# Aknashen
Aknashen (en arménien Ակնաշեն ; jusqu'en 1978 Khatunarkh Verin) est une communauté rurale du marz d'Armavir, en Arménie. Elle compte 1 670 habitants en 2009.